# Lista dos estabelecimentos de ensino do distrito de Santana

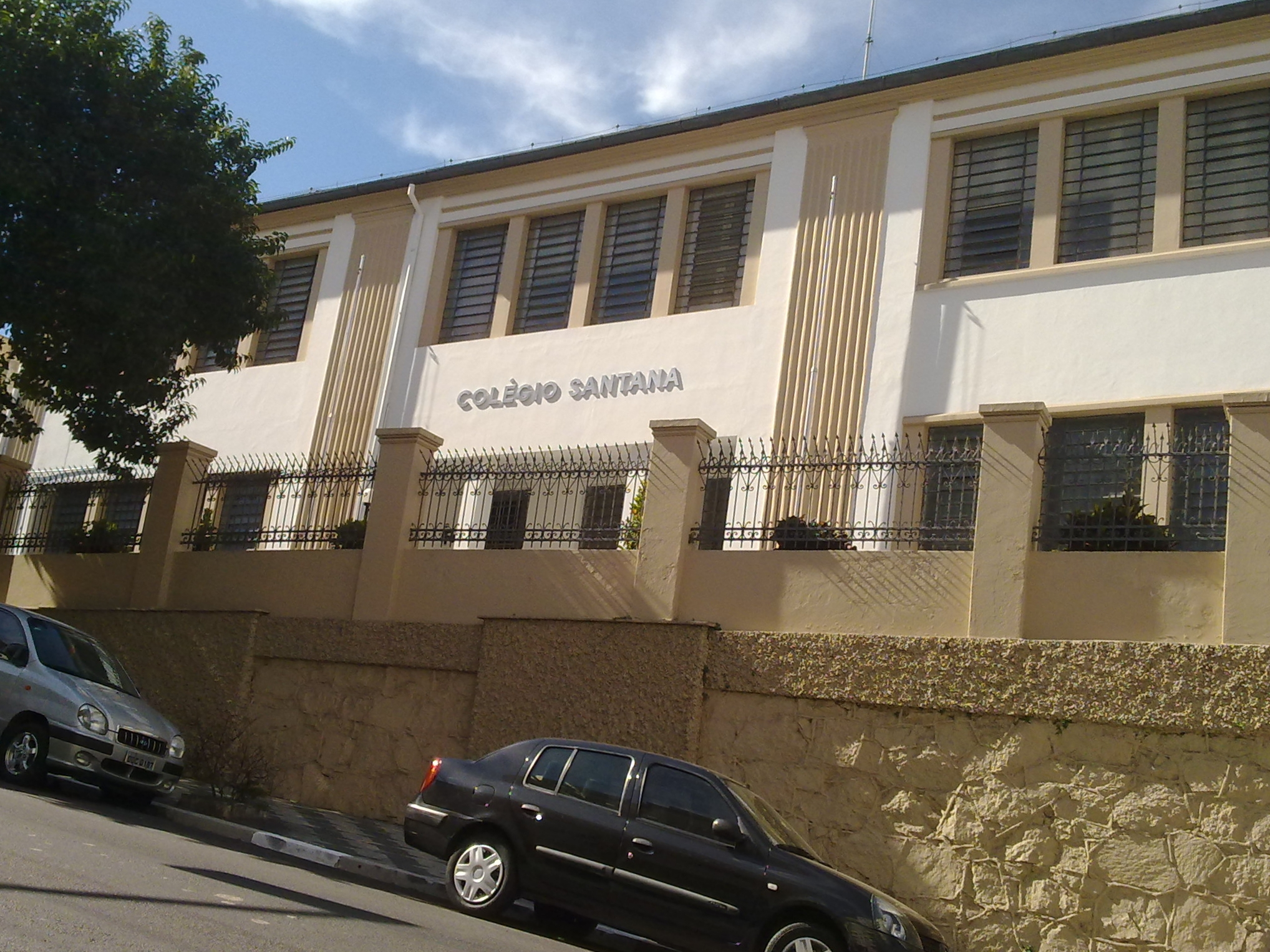
Colégio Santana, o mais antigo da região.

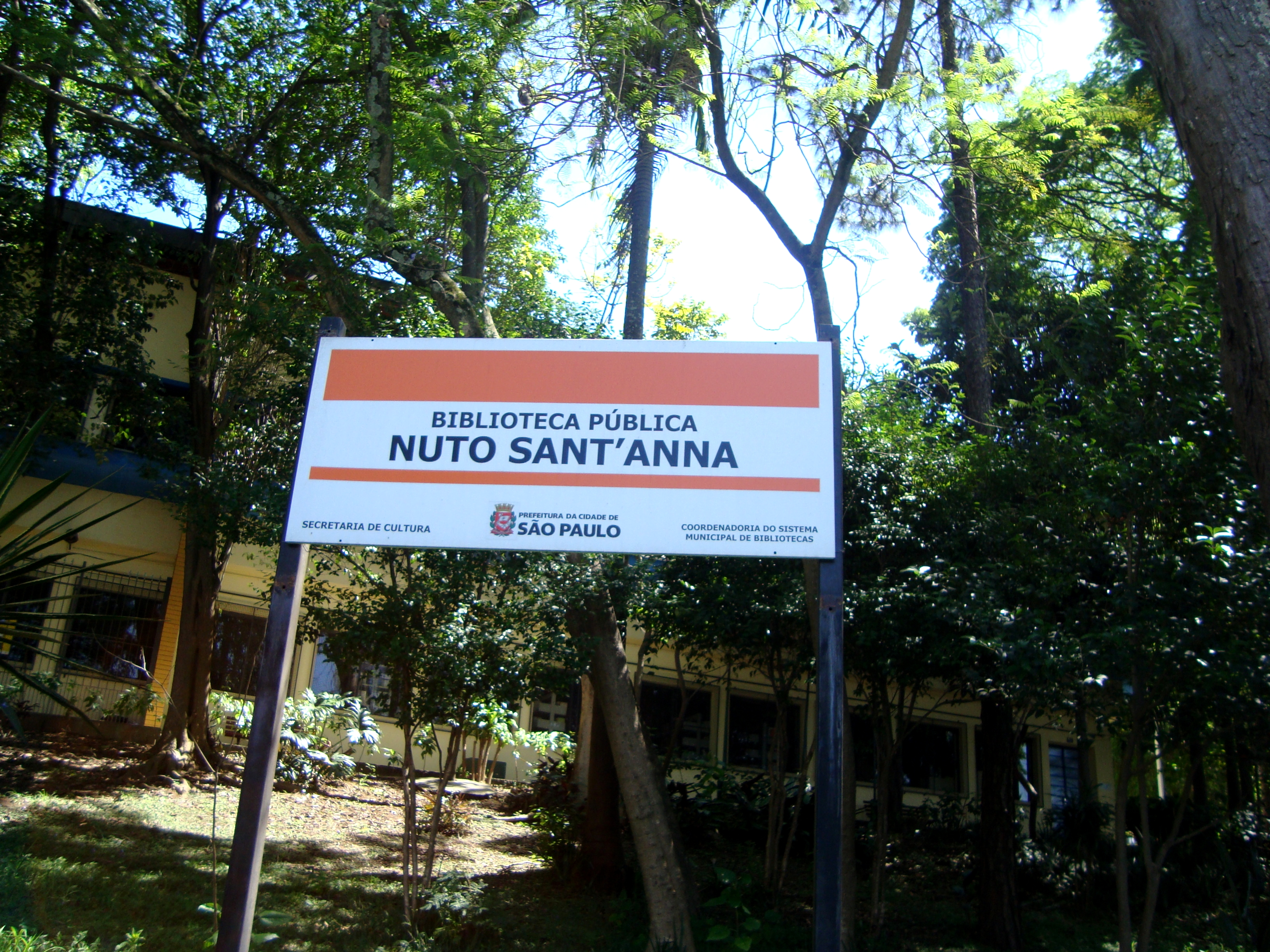
Biblioteca Nuto Sant’Anna

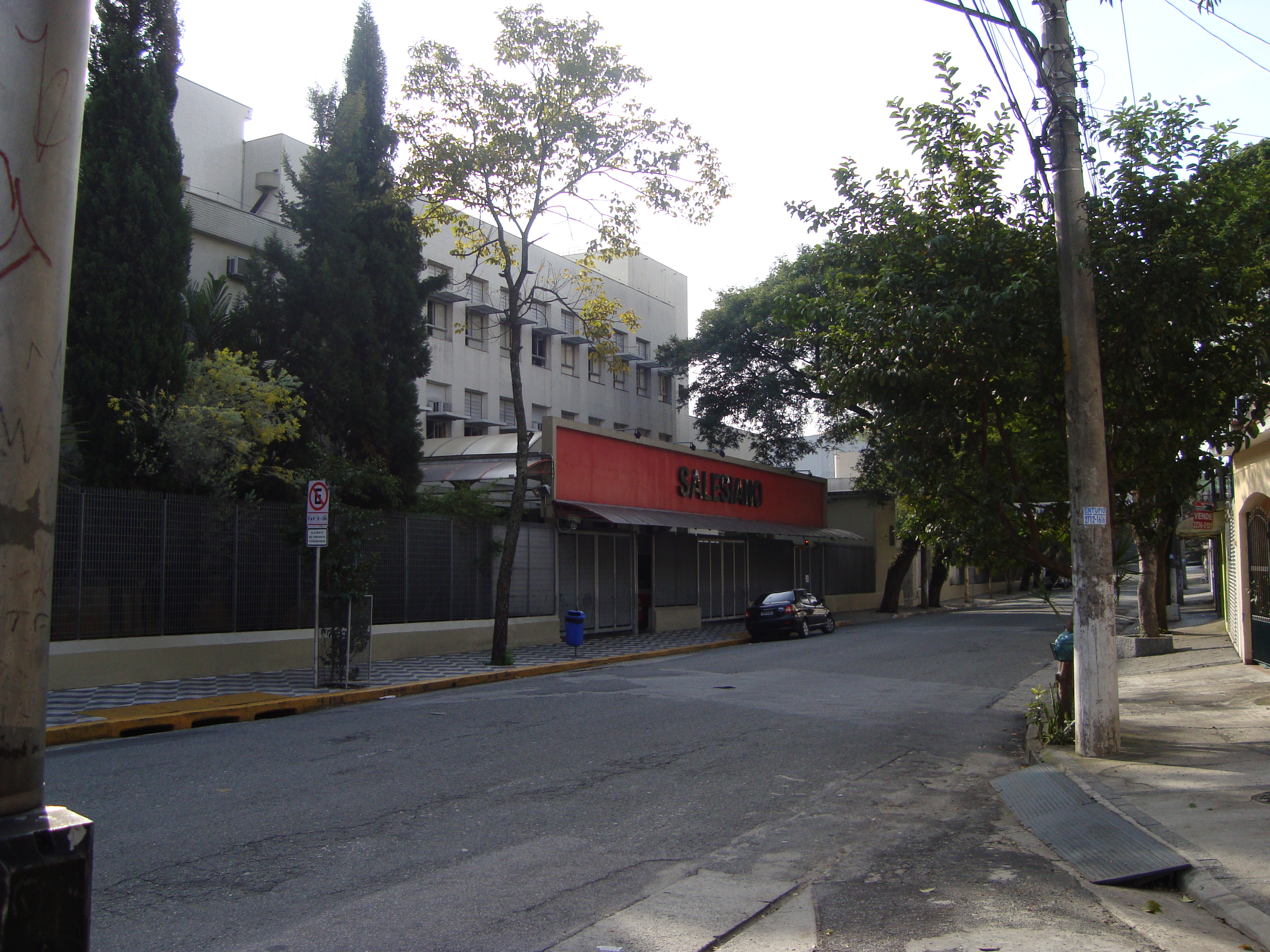
Salesiano Santa Teresinha, maior colégio da zona norte.

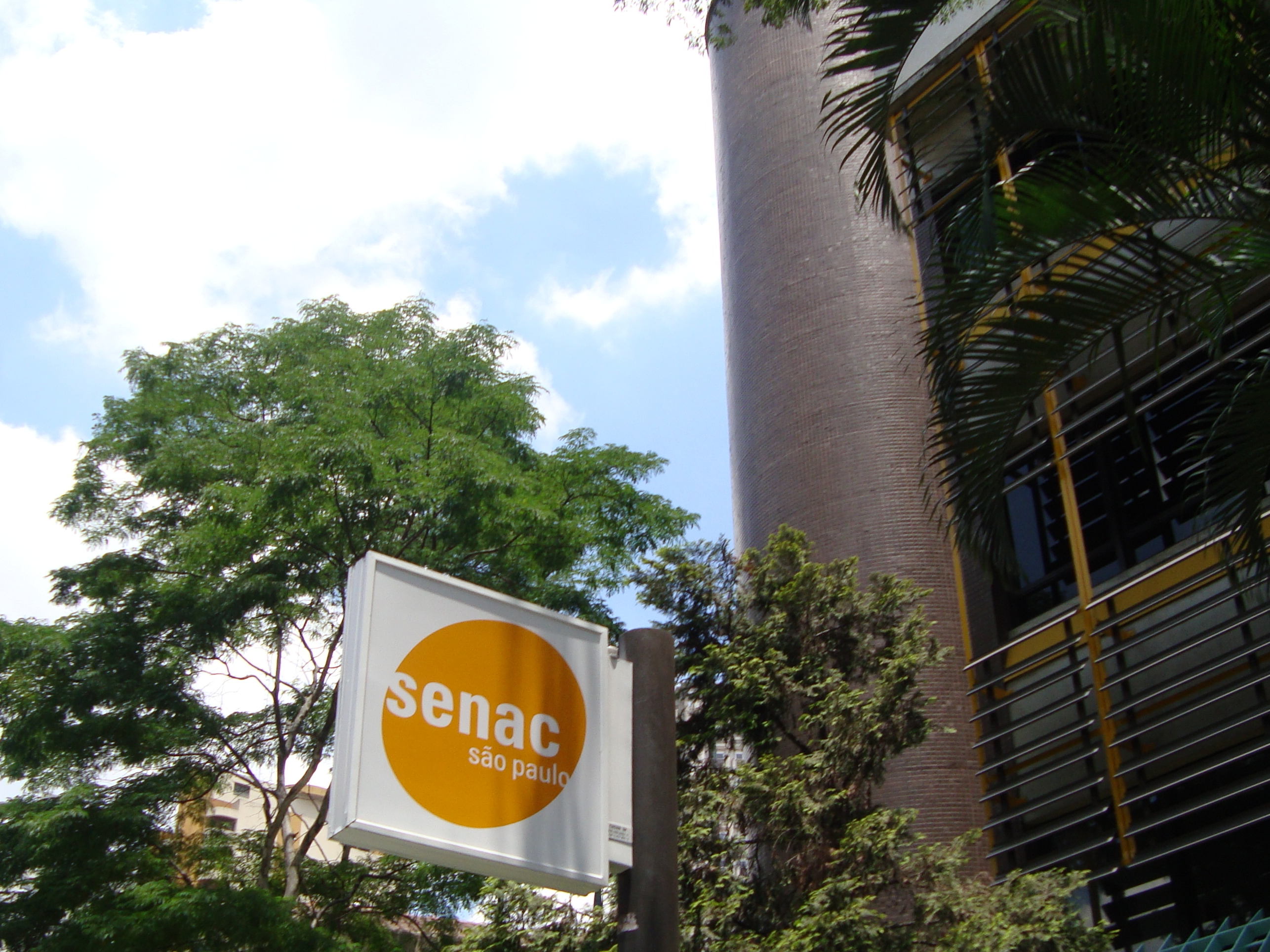
Unidade do SENAC no Alto de Santana

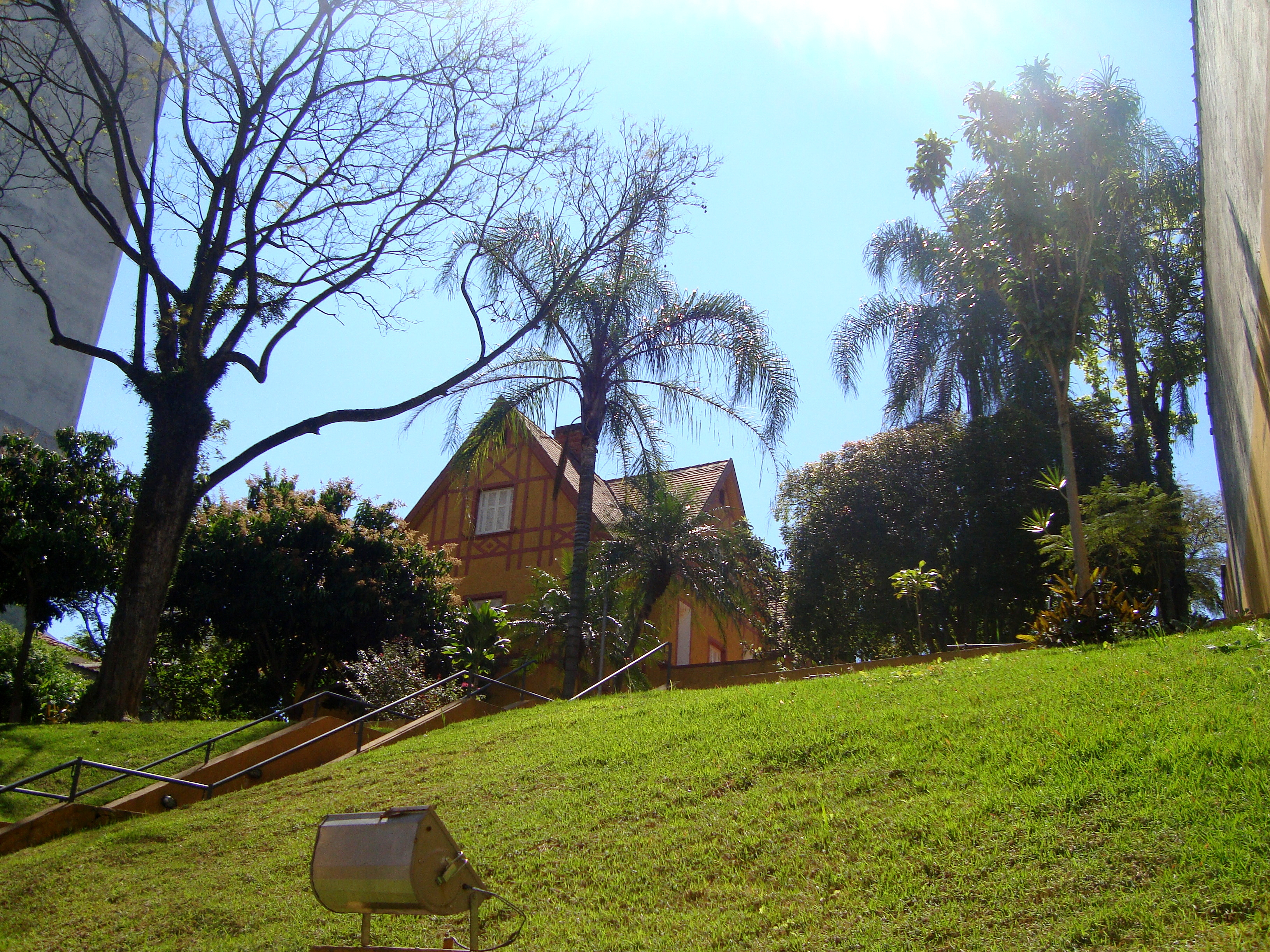
Biblioteca Narbal Fontes no Alto de Santana

Santana possui um sistema educacional público e privado que atende satisfatoriamente à demanda por educação básica.

## Bibliotecas
Santana
- Biblioteca de São Paulo 
- Narbal Fontes
- Nuto Sant’Anna (possui também um Telecentro)

## Escolas Públicas
Jardim São Paulo
- Centro de Convivência Infantil Maria Aparecida Nogueira Sampaio‎

Santana
- Centro de Educação Infantil Adelaide Lopes Rodrigues‎'
- Centro de Educação Infantil Prof Anita Castaldi Zampirollo‎

- Colégio Estadual Doutor Octávio Mendes 
- Colégio Estadual Padre Antônio Vieira
- EEPG Frontino Guimarães
- EEPSG Buenos Aires
- EMEFM Vereador Antonio Sampaio
- EMPSG Prof. Derville Allegretti
- EMEI Dr José Augusto César‎
- EMEI José Bonifácio de Andrada e Silva
- Etec Parque da Juventude

## Escolas Particulares
Água Fria
- Colégio Escalada 
- Escola de Educação Infantil Santa Julia Billiart 
- Escola Tarsila do Amaral 
- Escola Santa Maria/Colégio Projeto Futuro

Chora Menino
- Colégio Bras Leme

Imirim (parte que está no distrito)
- Escola de Recreação Infantil Leãozinho XIII
- Escola Heisei
- Colégio Consolata
- Colégio Leila Guedes
- Colégio Maestro Antão Fernandes

Jardim São Paulo
- Colégio Jardim São Paulo 
- Colégio Tema Novo 
- Escola Vida Livre 
- Escolinha da Brotoeja
- Instituto de Ensino Zanetelli 

Santana
- Centro Educacional ESAG 
- Colégio Aliado 
- Colégio Delta 
- Colégio Elite‎ 
- Colégio Floresta Azul‎ 
- Colégio Imperatriz Leopoldina 
- Colégio Luiza de Marillac‎ 
- Colégio Pedacinho do Céu‎ 
- Colégio Salete 
- Escola Americana Backyard
- Escola de Educação Infantil Casa Nova
- Escola de Educação Infantil Lobatinho
- Escola Floresta Encantada
- Escola de Educação Infantil Lyra
- Escola de Educação Infantil ‎Palavra Viva 
- Escola de Educação Infantil Pirilampo Carinhoso 
- Instituto de Educação Infantil Helena de Castro
- SENAC - Santana‎ (Serviço Nacional de Aprendizagem Comercial)

Santa Terezinha
- Colégio Puer, Carpe Diem
- Colégio Salesiano Santa Teresinha
- Instituto Educacional Século XXI
- Instituto Madre Mazzarello

Vila Paulicéia
- Colégio Nova Era

Vila Santana
- Escola de Educação Infantil Miudinho

- Extintos:

- Colégio Santana 
- Colegio SAA 
- Colégio Novo Alicerce 

## Faculdades/Universidades
Chora Menino
- Faculdade Mozarteum de São Paulo 

Imirim
- Faculdade Sumaré 

Santana
- Universidade Sant'Anna 
 Pontifícia Universidade Católica de São Paulo 
- Universidade Bandeirante de São Paulo 

Santa Terezinha
- Centro Universitário Salesiano de São Paulo 